# Kulíšek nejmenší
Kulíšek nejmenší (Glaucidium passerinum) je nejmenší sova Evropy. Má hnědě zabarvený hřbet s menšími bělavými skvrnami a světlou spodní stranu těla s tmavšími podélnými skvrnami. Je poměrně nenápadný, loví za soumraku, jen v době hnízdění po celý den, ale není příliš plachý a je možno ho pozorovat z krátké vzdálenosti, aniž ulétne. V rámci České republiky jde o silně ohrožený, zvláště chráněný druh. Globálně, dle hodnocení IUCN, jde ovšem o taxon málo dotčený se stabilní populací, která čítá odhadem 500 000 až 1 200 000 dospělých jedinců (stav k roku 2016).

## Popis
Kulíšek nejmenší měří 15 až 19 cm, o něco méně než špaček. Rozpětí křídel je 34 až 45 cm. Hmotnost se pohybuje mezi 47 a 83 gramy. Samice bývají větší a hmotnější než samci. Základní barva vrchní části těla je spíše tmavě hnědá s výraznými bílými či žlutobílými skvrnami, spodek je světlý s podélnými tmavými proužky. Na tmavohnědých letkách je světlé skvrnění, které na křídle tvoří tři až čtyři příčné proužky. Ocas je také tmavohnědý, s bílými konci per a několika světlými příčnými proužky. Má v poměru k tělu malou kulatou hlavu s nepříliš zřetelným závojem zbarvenou podobně jako záda. Duhovka je živě žlutá, zobák voskově žlutý, u kořene zelenavý, nohy opeřené, špinavě bílé s hnědými skvrnami, drápy černohnědé. Samec a samice se navzájem neliší, mláďata jsou pouze tmavší. Let kulíška je vlnkovitý, v období hnízdění létá i ve dne.
Na rozdíl od ostatních sov má poměrně vysoký pískavý hlas. Většinou se ozývá jednoduchým opakovaným pískáním, ale může přidat i jakýsi trylek. V době hnízdění bývá aktivní během denního světla a při východu a západu slunce, mimo hnízdní období ve dne odpočívá v hustém větvoví stromů.

## Rozšíření

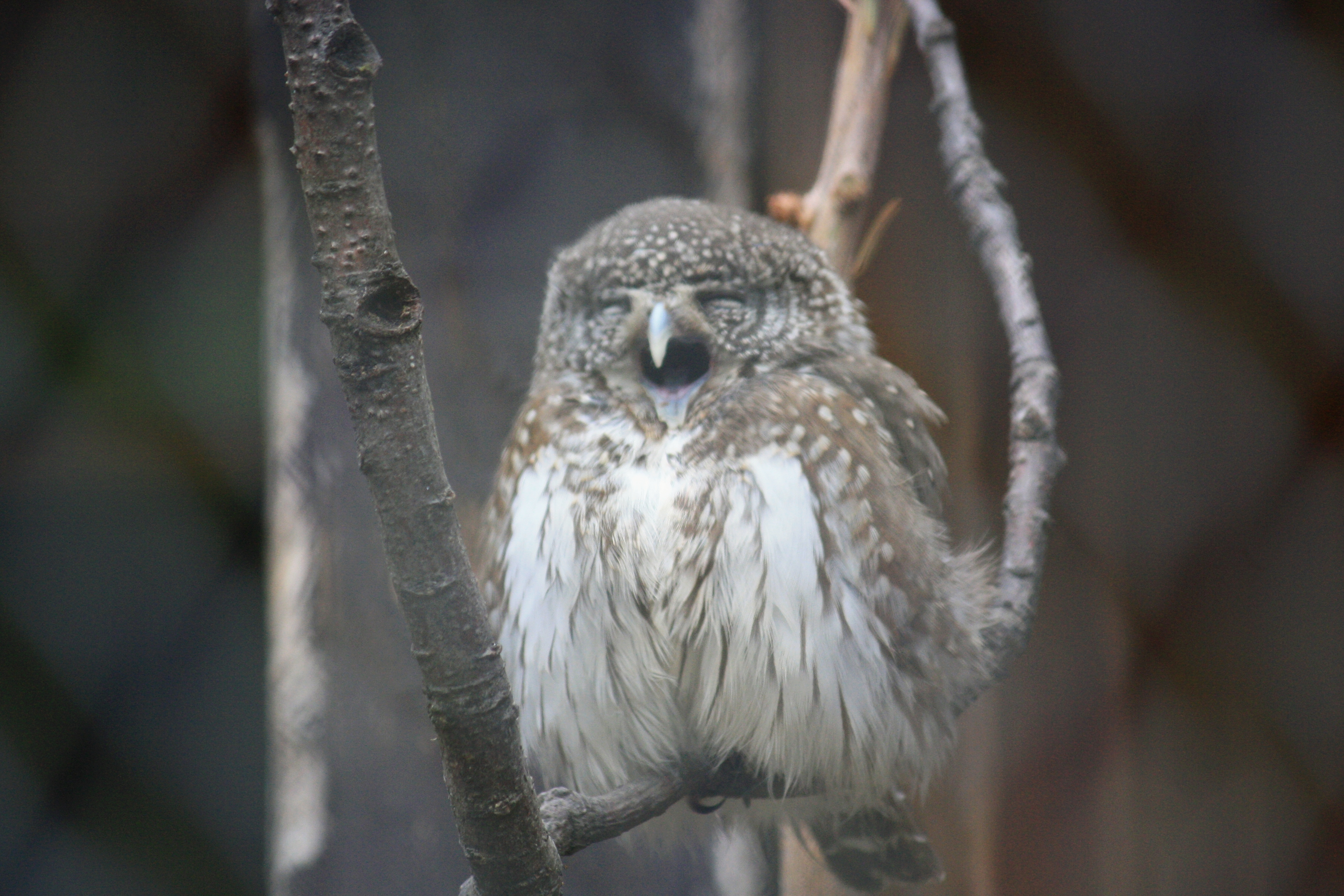
Kulíšek nejmenší v pražské zoo

Kulíšek nejmenší žije převážně v tajze severní Evropy a asijské části Ruska, ostrůvkovitě i v některých horských oblastech střední a jižní Evropy, jako je Šumava, Karpaty, Pyreneje a Alpy. Místy se vyskytuje i v souvislých lesích v nižších polohách, v České republice například v brdských a křivoklátských lesích. Severní hranici rozšíření tvoří hranice lesa.
Kulíšek nejmenší je stálý pták, jen horské populace přelétají na zimu do nižších poloh.

## Výskyt v Česku
V České republice je rozšíření kulíška spíš ostrůvkovité, soustředěné hlavně do oblasti jižních a západních Čech. Celkový počet se na začátku 90. let 20. století odhadoval na 900-1300 párů (data z konce 80. let). V jižních Čechách jsou to především souvislé lesní porosty v nadmořských výškách od 390 do 1260 m. V západních Čechách kromě Šumavy a Českého lesa hnízdí například i na Chebsku, Rokycansku, v Brdech a na Karlovarsku. Hnízdění bylo prokázáno i v CHKO Labské pískovce, ale i ve východních Čechách na Náchodsku. Na Moravě se vyskytují v Beskydech, v Javorníkách, na Českomoravské vrchovině a v Oderských vrších.

## Hnízdění

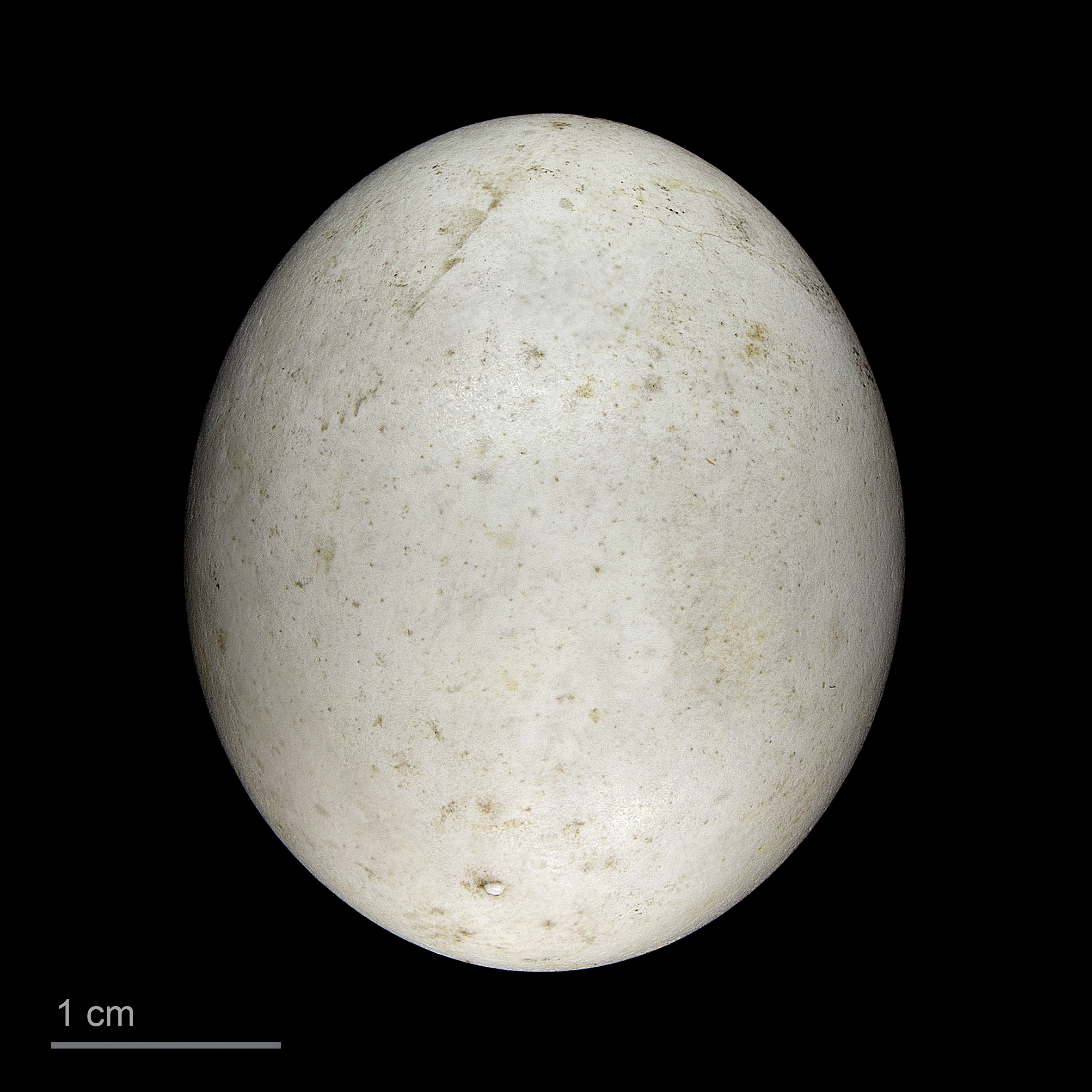
Vejce kulíška

Hnízdo bývá umístěno ve starých dutinách po strakapoudech. Koncem dubna či začátkem května samice snáší 3 až 8 bílých, jemně lesklých vajec, na kterých sedí sama po dobu 28 dnů a mláďata krmí asi 6 týdnů. Vejce je kulovitého nebo oválného tvaru, váží cca 7 g. Vejce jsou snášena v rozmezí dvou dnů a samice usedá až po snesení posledního. Samec obstarává pouze potravu. Samice zůstává na hnízdě i po vylíhnutí mláďat a potravu od samce přebírá a předkládá mláďatům. Vyváděna jsou zhruba ve stáří 30 dnů a ihned dobře létají. Následující tři týdny jsou ještě voděna rodiči. Pohlavně dospělá jsou patrně v jednom roce.

## Potrava, predace
Potravu tvoří převážně drobní savci (hlodavci, hmyzožravci, netopýři) a ptáci (především drozdi, křivky, pěnkavy, budníčci, lejsci, sýkory, čížci, králíčci), v menší míře i ještěrky, hmyz a výjimečně i ryby. Loví i za dne a drobné ptáky lapá za letu. Někdy si dělá v dutinách zásoby potravy z ulovené kořisti. Má na svou velikost silné spáry a loví i kořist větší, než je sám. Kulíšek si může uschovat potravu na zimu.
Sám se může stát kořistí mnoha větších sov, konkrétně zmiňovaným predátorem je sýc rousný.